# سونی اکس‌ای‌ال ۱

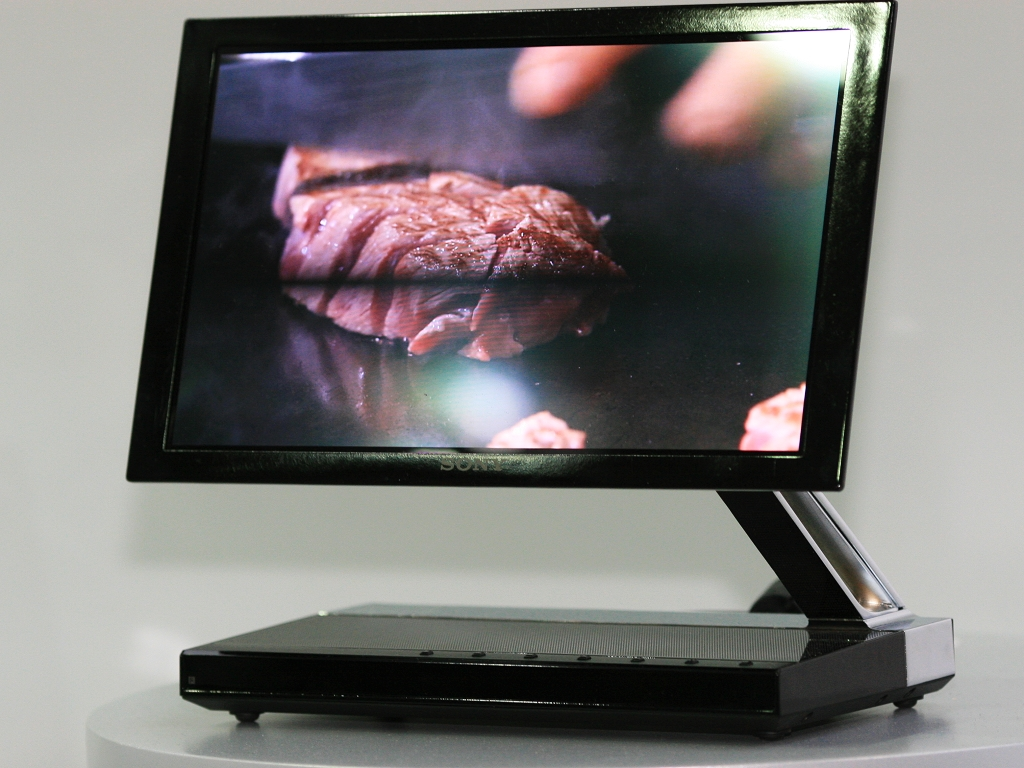
Sony XEL-۱ (جلو)

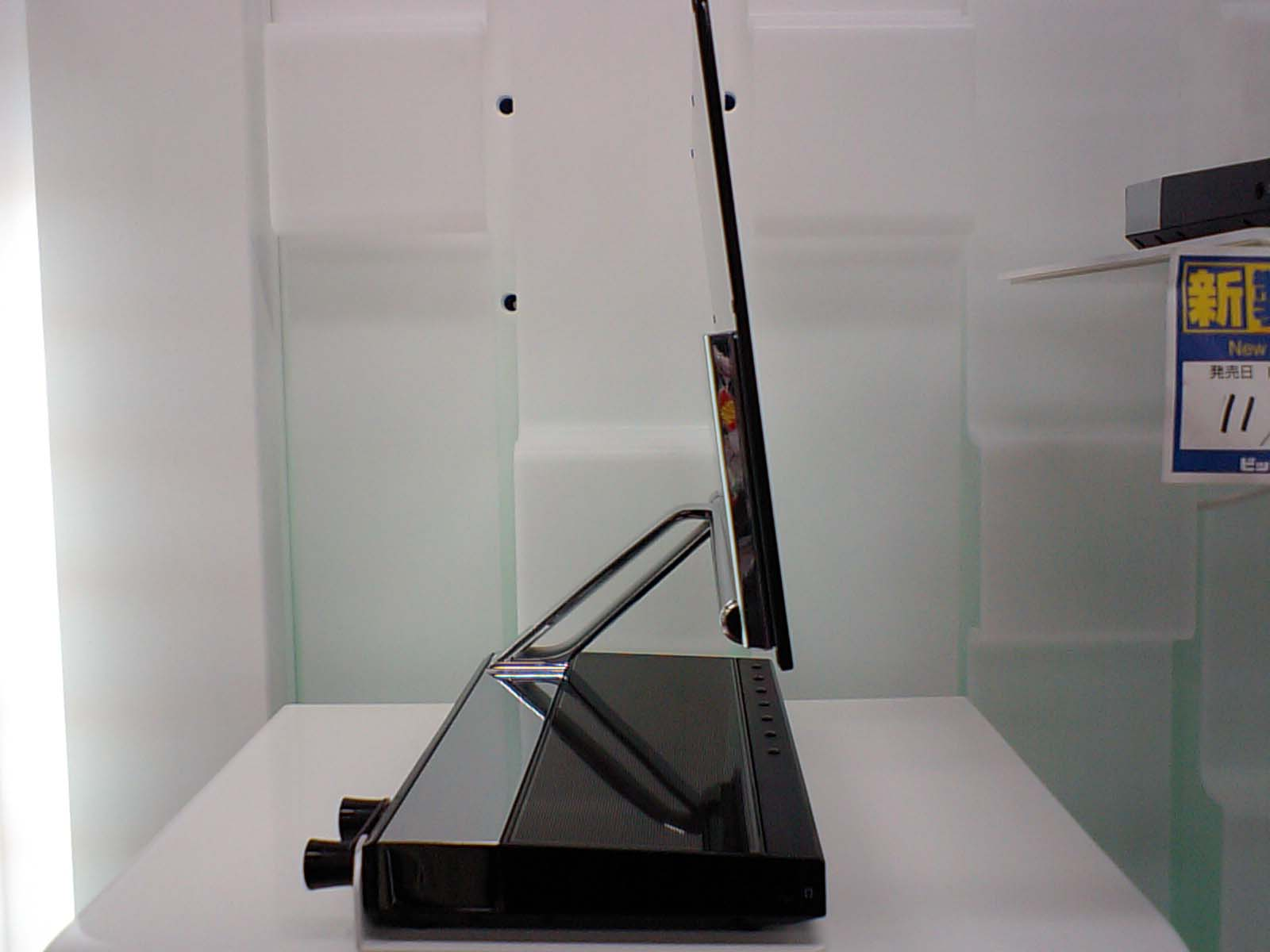
Sony XEL-۱ (کنار)

سونی XEL-1 اولین تلویزیون Oled دنیا که توسط سونی در سال ۲۰۰۷ ساخته شد و در مراسم CES 2008 معرفی شد.
این تلویزیون ۱۱ اینچی تحولی در صفحه نمایش تلویزین‌ها ایجاد کرد که نمونه ان را در حال حاضر بر روی اسمارت تی وی‌های شرکت‌هایی همچون الجی و سامسونگ مشاهده می‌کنیم.
رزلوشن این تلویزیون 960x540 بوده و کنتراست ای معادل ۱٬۰۰۰٬۰۰۰:۱ داشته و جز خارق‌العاده‌ترین تلویزیون‌های ساخت بشر خوانده شد و جایزه ان را از Ces دریافت نمود.
قیمت این تلویزیون ۲٬۵۰۰ دلار هست و هم‌اکنون اولین تلویزیون با صفحه نمایش قابل انعطاف Oled شناخته می‌شود